# Mathias Graf
Mathias Elmar Graf (* 19. Jänner 1996 in Dornbirn, Vorarlberg) ist ein ehemaliger österreichischer Freestyle-Skier und Skirennläufer. Er gehörte zuletzt dem A-Kader des Österreichischen Skiverbandes an und ist auf die Disziplin Skicross spezialisiert. Sein älterer Bruder Bernhard war ebenfalls als Skirennläufer und Skicrosser aktiv.

## Biografie

### Ski Alpin
Der aus Dornbirn stammende Mathias Graf erlernte das Skifahren im Alter von zwei Jahren. Im Alter von 15 Jahren bestritt er seine ersten FIS-Rennen. Bei den Olympischen Jugend-Winterspielen in Innsbruck belegte er zunächst die Ränge zehn und sieben in Super-G und Kombination, bevor er im Slalom hinter Sandro Simonet und Dries Van den Broecke die Bronzemedaille gewann. Im Teambewerb gewann er an der Seite von Christina Ager, Martina Rettenwender und Marco Schwarz die Goldmedaille. Ein Jahr später sicherte er sich beim Europäischen Olympischen Jugendfestival in Brașov Silber im Riesenslalom. 2015 reiste er als amtierender österreichischer Slalom-Jugendmeister zu seinen ersten Juniorenweltmeisterschaft in Hafjell, wo er in allen Disziplinen an den Start ging. Im folgenden Dezember startete er in Pozza di Fassa erstmals im Europacup. Bei seinen zweiten Juniorenweltmeisterschaften in Sotschi verpasste Graf als Kombinations-Vierter die Medaillenränge um nur 0,14 Sekunden. Nach dem Gewinn seiner ersten Europacup-Punkte bestritt er 2017 in Åre seine dritten und letzten Juniorenweltmeisterschaft. In der Saison 2018/19 verbesserten sich seine Resultate und er erreichte in Funäsdalen und am Oberjoch jeweils dritte Plätze im Riesenslalom. Die Disziplinenwertungen schloss er mit den Rängen zwölf (Slalom) und 14 (Riesenslalom) ab.
Am 20. Dezember 2018 gab Graf im Slalom von Saalbach-Hinterglemm sein Weltcup-Debüt. Fünf Wochen danach gewann er mit Rang 18 auf dem Ganslernhang von Kitzbühel seine ersten Weltcup-Punkte. In der Folge gelang es ihm bei weiteren Starts nicht mehr, sich für einen zweiten Durchgang zu qualifizieren. Seinen letzten Weltcup-Slalom bestritt er im Jänner 2020 beim Schladminger Nightrace. Auch im Europacup konnte er nicht mehr an seine Podestplätze anknüpfen.

### Freestyle-Skiing
Im Frühling 2021 wechselte Mathias Graf, der zuletzt dem alpinen B-Kader des ÖSV angehörte, die Sportart und konzentriert sich seither auf die Freestyle-Disziplin Skicross. Sein um sieben Jahre älterer Bruder Bernhard hatte diesen Wechsel bereits im Jahr 2014 vollzogen. Im darauffolgenden November trat er im Pitztal erstmals im Europacup an und wurde auf Anhieb Sechster. Vier Wochen später gewann er nach Platz fünf in Val Thorens am selben Ort sein erstes Rennen. Im Jänner ließ er zwei Siege auf der Reiteralm folgen. Mit insgesamt acht Saisonsiegen entschied er die Disziplinenwertung für sich und sicherte sich damit einen Fixplatz für den kommenden Weltcup-Winter. Am 15. Juli 2022 gab Graf überraschend das Ende seiner sportlichen Karriere bekannt. Als Grund hierfür nannte er die nicht-Aufnahme in das Polizeisportprogramm und die dadurch fehlende finanzielle Unterstützung. Am 31. Juli jedoch gab Graf bekannt seine Karriere doch fortzusetzen. Ein neues Angebot seines bisherigen Hauptsponsors war hierfür hauptausschlaggebend.
Am 8. Dezember 2022 gab Graf bei den Rennen in Val Thorens sein Debüt im Weltcup und erreichte mit Rang acht auf Anhieb die Top Ten. Am nächsten Tag konnte Graf sich steigern und gewann sein erstes Weltcuprennen. Nur zwei Wochen später gewann in Innichen erneut.
Am 1. September 2024 gab Graf seinen endgültigen Rücktritt vom Skisport bekannt. Als Grund nannte Graf unter anderem auch Juryentscheidungen der FIS bei Rennen.

## Privates
Graf ist seit 2020 verheiratet und lebt mit seiner Frau Lisa in Dornbirn.

## Erfolge

### Ski Alpin

#### Weltcup
- 1 Platzierung unter den besten 20

#### Weltcupwertungen
| Saison  | Gesamt | Gesamt | Slalom | Slalom |
| Saison  | Platz  | Punkte | Platz  | Punkte |
| ------- | ------ | ------ | ------ | ------ |
| 2018/19 | 131.   | 13     | 46.    | 13     |

#### Europacup
- 8 Platzierungen unter den besten 10, davon 2 Podestplätze

#### Australian New Zeland Cup
- 7 Platzierungen unter den besten 10, davon 1 Podestplatz

#### Juniorenweltmeisterschaften
- Hafjell 2015: 25. Abfahrt, 28. Kombination, 30. Riesenslalom, 31. Slalom, 51. Super-G
- Sotschi 2016: 4. Kombination, 31. Super-G, 33. Abfahrt
- Åre 2017: 16. Riesenslalom, 21. Super-G, 25. Kombination

#### Olympische Jugend-Winterspiele
- Innsbruck 2012: 1. Teamwettbewerb, 3. Slalom, 7. Super-Kombination, 10. Super-G, DNF Riesenslalom

#### Europäisches Olympisches Winter-Jugendfestival
- Brașov 2013: 1. Teamwettbewerb, 2. Riesenslalom, DNF Slalom

#### Weitere Erfolge
- 1 österreichischer Jugendmeistertitel (Slalom 2015)
- 6 Siege in FIS-Rennen

### Freestyle

#### Weltmeisterschaften
- Bakuriani 2023: 12. Skicross

#### Weltcup
- 2 Siege:

| Datum             | Ort         | Land       | Disziplin |
| ----------------- | ----------- | ---------- | --------- |
| 9. Dezember 2022  | Val Thorens | Frankreich | Skicross  |
| 21. Dezember 2022 | Innichen    | Italien    | Skicross  |

#### Europacup
- Saison 2021/22: 1. Skicross-Wertung
- 9 Podestplätze, davon 8 Siege:

| Datum             | Ort                  | Land        | Disziplin |
| ----------------- | -------------------- | ----------- | --------- |
| 17. Dezember 2021 | Val Thorens          | Frankreich  | Skicross  |
| 14. Jänner 2022   | Reiteralm            | Österreich  | Skicross  |
| 15. Jänner 2022   | Reiteralm            | Österreich  | Skicross  |
| 21. Jänner 2022   | Lenk                 | Schweiz     | Skicross  |
| 5. Februar 2022   | Grasgehren           | Deutschland | Skicross  |
| 12. März 2022     | Passo San Pellegrino | Italien     | Skicross  |
| 13. März 2022     | Passo San Pellegrino | Italien     | Skicross  |
| 26. März 2022     | Les Contamines       | Frankreich  | Skicross  |